# Gmina Tõrva
Gmina Tõrva (est. Tõrva vald) – gmina wiejska w Estonii, w prowincji Valga.

## Miejscowości
W skład gminy wchodzą:
- Miasto: Tõrva
- Alevik: Helme, Hummuli
- Wsie: Aitsra, Ala, Alamõisa, Holdre, Jeti, Jõgeveste, Kalme, Karjatnurme, Karu, Kaubi, Kirikuküla Koorküla, Kulli, Kungi, Kähu, Leebiku, Linna, Liva, Lõve, Möldre, Patküla, Piiri, Pikasilla, Pilpa, Pori, Puide, Ransi, Reti, Riidaja, Roobe, Rulli, Soe, Soontaga, Taagepera, Uralaane, Vanamõisa, Voorbahi[potrzebny przypis].